# سيدني بيستكا
سيدني بيستكا (بالإنجليزية: Sidney Pestka)‏ (و. 1936 – م) هو عالم كيمياء حيوية من الولايات المتحدة الأمريكية .

## التعليم
تعلم في جامعة برنستون، ومدرسة الطب بجامعة بنسلفانيا

## جوائز
حصل على جوائز منها:
- قلادة العلوم الوطنية الأمريكية في مجال التكنولوجيا والإبتكار.